# Joseph Blenkinsopp
Joseph Blenkinsopp (* 3. April 1927 in Durham, England; † 26. März 2022 in South Bend, Indiana) war ein britisch-US-amerikanischer, römisch-katholischer Theologe und Alttestamentler.
Er war als Emeritus Inhaber des John A. O’Brien-Lehrstuhls für Bibelstudien am Fachbereich Theologie der University of Notre Dame (Indiana). Seine Forschung konzentrierte sich auf die Propheten des Alten Testaments und auf den Pentateuch.

## Leben und Wirken
Blenkinsopp war Sohn von William und Mary Blenkinsopp. Im Alter von elf Jahren wurde er auf ein Internat in der Grafschaft Cheshire geschickt. Blenkinsopp beendete seine schulische Ausbildung und begann das Fach Geschichte an der University of London (Honours BA) zu studieren. Nach seinem britischen Abschluss erwarb er im Jahre 1958 ein S.S.L. (Licentiate in Sacred Scripture) am Päpstlichen Bibelinstitut, hiernach wurde er in einer weiteren akademischen Qualifikation, im Jahre 1967, in Hebräischer Bibelkunde und Semitistik von der Universität Oxford promoviert.
Blenkinsopp lehrte 1966 am Heythrop College in London, dann im Jahre 1968 an der Vanderbilt University. Es folgte von 1968 bis 1969 seine Lehrtätigkeiten am Chicago Theological Seminary und in Connecticut am Hartford Seminary Foundation in der Zeit von 1969 bis 1970. Im Laufe seiner akademischen Laufbahn lehrte er in England, Italien und Guatemala und eine Reihe von Lehrkörpern in den Vereinigten Staaten, darunter das Chicago Theological Seminary, die Hartford Seminary Foundation und die Vanderbilt University. Seinen Ruf an die University of Notre Dame erhielt er im Jahre 1970, wo Blenkinsopp seine akademische Arbeit bis in den Ruhestand fortführte.
Er war, ab dem Jahre 1978, Rektor der University of Notre Dame, am Ökumenischen Institut Tantur, englisch Tantur Ecumenical Institutes in der Nähe von Bethlehem und von 1997 bis 1998 Gastprofessor am Päpstlichen Bibelinstitut in Rom.
Blenkinsopp war Präsident der Catholic Biblical Association of America, von 1988 bis 1989 sowie Präsident der Society for the Study of the Old Testament von 1999 bis 2000. Er wurde geehrt mit dem National Endowment for the Humanities und einem Mellon Stipendium.
Blenkinsopp war zweimal verheiratet. Seine erste Ehefrau, Irene H. Blenkinsopp, heiratete er im Jahre 1968; aus dieser Beziehung entstammten zwei Kinder. Das Paar wurde 1991 geschieden. Seine zweite Frau Jean Porter (* 1955), eine John A. O’Brien-Professorin für Theologie an der University of Notre Dame, heiratete er im Jahr 1993.

## Veröffentlichungen
- Isaiah 1–39: A New Translation with Introduction and Commentary. Anchor Bible, Doubleday, New York 2000, ISBN 978-0-385-49716-9.
- Isaiah 40–55. A New Translation with Introduction and Commentary. Anchor Bible, Doubleday, New York 2000, auf ia800108.us.archive.org
- Isaiah 56–66. A New Translation with Introduction and Commentary. Anchor Bible, Doubleday, New York 2000
- The Pentateuch: An Introduction to the First Five Books of the Bible. Anchor Bible Reference Library, New York
- Ezra-Nehemiah: A Commentary. Old Testament Library, Louisville, Ky. 1988
- The History of Prophecy in Israel. Westminster John Knox Press, Old Testament Library, Louisville, Ky. 1996, ISBN 978-0-664-25639-5
- Creation, De-Creation, Re-Creation: A Discursive Commentary on Genesis 1-11. T&T Clark, London/New York 2011, ISBN 978-0-567-37287-1
- Abraham: The Story of a Life. Wm. B. Eerdmans Publishing, 2015, ISBN 978-0-8028-7287-6
- Geschichte der Prophetie in Israel. Kohlhammer, Stuttgart 1998, ISBN 3-17-011774-2.